# Antipathidae
Famille
Les Antipathidae sont une famille de cnidaires du groupe des « coraux noirs » (ordre des Antipatharia). 

## Caractéristiques
Typique de leur ordre, l'exosquelette de ces espèces est d'aspect sombre sous l'épiderme (coenenchyme). Le squelette est aussi recouvert par de fines petites épines. Les polypes ont 6 tentacules.
Ces coraux noirs sont parfois utilisés en bijouterie.

## Liste des genres
| Selon World Register of Marine Species (29 janvier 2014) : - genre Allopathes Opresko & Cairns, 1994 -- 3 espèces - genre Antipathes Pallas, 1766 -- 66 espèces - genre Cirrhipathes de Blainville, 1830 -- 16 espèces - genre Hillopathes van Pesch, 1914 -- 1 espèce - genre Pseudocirrhipathes Bo & al., 2009 -- 1 espèce - genre Pteropathes Brook, 1889 -- 1 espèce - genre Stichopathes Brook, 1889 -- 34 espèces | Selon ITIS (29 janvier 2014) : - genre Antipathes Pallas, 1766 - genre Aphanipathes Brook, 1889 - genre Bathypathes Brook, 1889 - genre Cirrhipathes de Blainville, 1830 - genre Parantipathes Brook, 1889 - genre Stichopathes Brook, 1889 - genre Taxipathes Brook, 1889 |

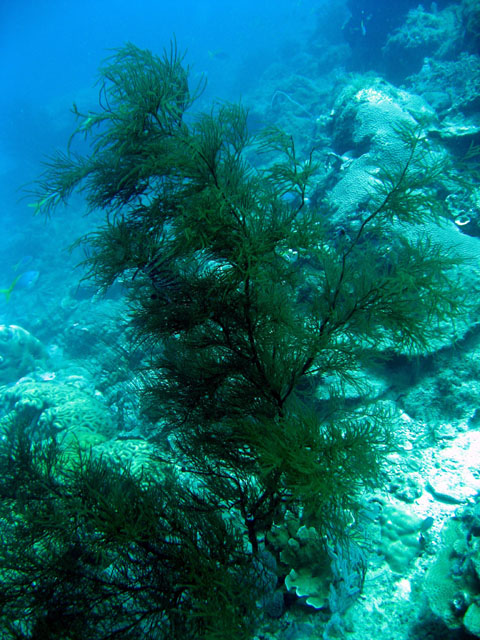
Antipathes dichotoma
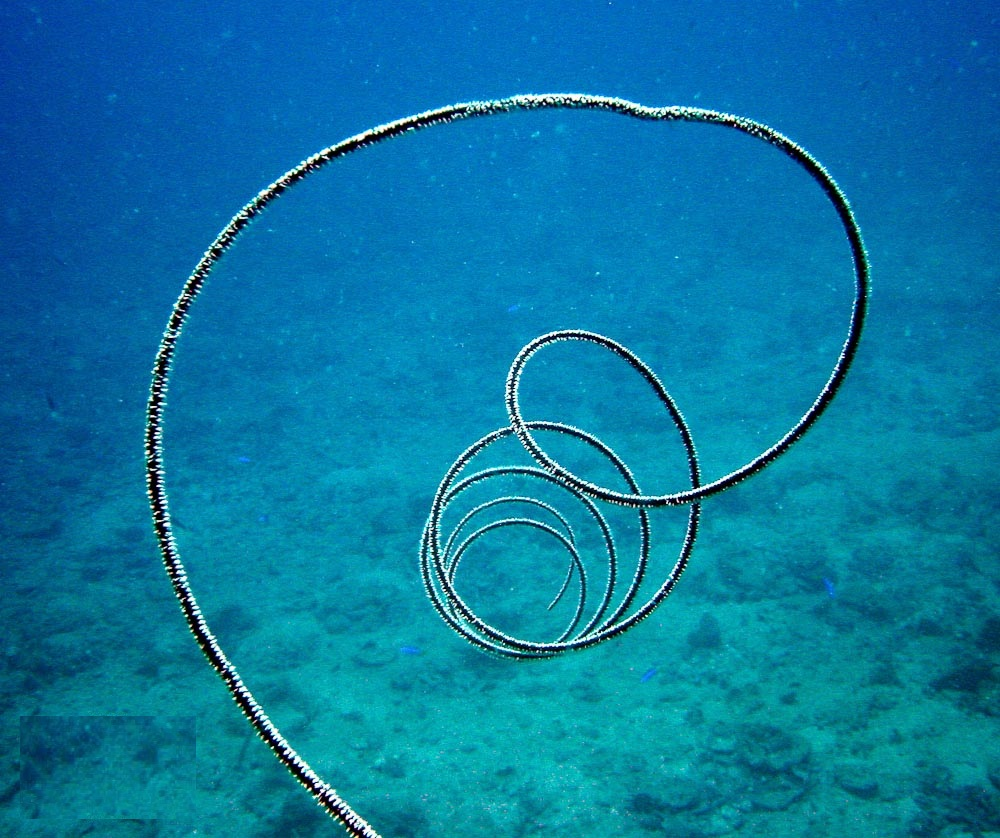
Cirrhipathes sp.
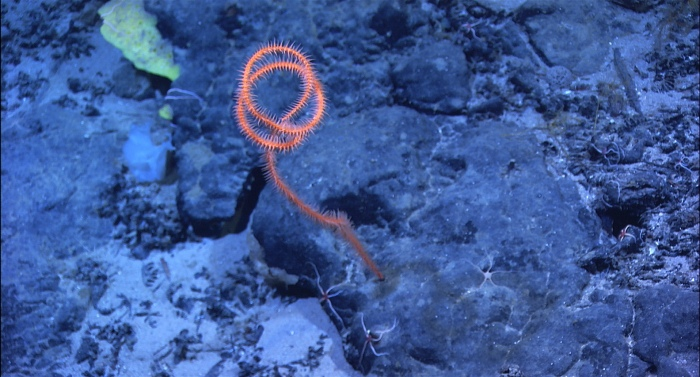
Stichopathes sp.